# Les Sept Mercenaires (étoiles à neutrons)
Pour les articles homonymes, voir Magnificent Seven.
Les Sept Mercenaires (The Magnificent Seven, en référence au film Les Sept Mercenaires) est le nom informel donné aux sept étoiles à neutrons les plus proches de la Terre. Ces dernières sont distantes de 350 ± 150 pc (∼1 140 al). Ces objets sont également connus sous les noms XDINS (X-ray Dim Isolated Neutron Stars) et XTINS (X-ray Thermal Neutron Stars).
En 2007, une huitième étoile à neutrons du même genre a été observée, à laquelle on a donné le nom informel de « Calvera », le chef des méchants du film Les Sept Mercenaires.

## Histoire
Les sept premières étoiles désignées sous le nom de Sept Mercenaires sont RX J1856.5-3754, RBS1556, RBS1223, RX J0806.4-4132, RX J0720.4-3125 (en), RX J0420.0-5022 et MS 0317.7-6647. Cependant, il a été découvert assez rapidement que MS 0317.7-6647 n'est pas une étoile à neutrons. En 2001, 1RXS J214303.7+065419/RBS 1774 a pris sa place. Tous les objets ont été découverts par le satellite ROSAT.
La première étoile à neutrons ayant été classifiée dans ce groupe est RX J1856.5-3754, découverte par Walter et al. en 1992 et confirmée en 1996.

## Caractéristiques physiques
Les sept étoiles à neutrons sont situées relativement près du Système solaire (moins d'un millier de parsecs), sont d'un « âge moyen » (plusieurs centaines de milliers d'années) et émettent des rayons X mous par refroidissement. Elles ont une température électronique (en) variant de 50 à 100 électronvolts (eV). Au moins six des sept étoiles possèdent une période située entre 3 et 12 secondes.
La forme de leurs courbes de lumière sont quasisinusoïdales avec un seul pic (sauf pour RX J1308.6+2127, qui en présente 2). RX J0420.0-5022 semble présenter certains asymétries, avec une montée plus faible que sa descente.
Le tableau suivant présente certaines caractéristiques physiques des étoiles,, :
| Source (RX J)          | Période (s) | Demi-amplitude | Température (eV) | Raie d'absorption (eV) |
| ---------------------- | ----------- | -------------- | ---------------- | ---------------------- |
| 1856.5−3754            | 7,06        | 1,5 %          | 60-62            | non                    |
| 0720.4−3125            | 8,39        | 11 %           | 85-87            | 270                    |
| 1605.3+3249 (RBS 1556) | ???         | -              | 93-96            | 450                    |
| 1308.6+2127 (RBS 1223) | 10,31       | 18 %           | 102              | 300                    |
| 2143.0+0654 (RBS 1774) | 9,44        | 4 %            | 102-104          | 700                    |
| 0806.4−4123            | 11,37       | 6 %            | 92               | 460                    |
| 0420.0−5022            | 3,45        | 13 %           | 45               | 330                    |

Des études démontrent que les Sept Mercenaires seraient liés à la ceinture de Gould.

## Calvera, la huitième
Voir Calvera (étoile à neutrons).